# Ласкар, Михай
Михай Ласкар (рум. Mihail Lascăr; 8 ноября 1889, Тыргу-Жиу — 24 июля 1959, Бухарест) — румынский военный деятель, генерал армии (1946).

## Начало службы
В 1910 году окончил пехотную офицерскую школу, приступил к службе в звании 2-го лейтенанта. Участник 2-й Балканской и Первой мировой войны. С 1917 года майор.
С 1927 года подполковник, в 1934 году полковник и в 1939 году — бригадный генерал.

## Участие во Второй мировой войне
С 10 января 1941 года — командир 1-й смешанной горнострелковой бригадой, позднее переформированной в 1-ю горную дивизию входившей в состав 11-й армии группы армий «Юг». Участвовал в военных действиях против СССР в Северной Буковине, в форсировании Днепра, захвате Крыма и штурме Севастополя. Его дивизии удается во время последнего штурма, после многократных безуспешных атак овладеть высотой «Сахарной головкой».
Э. фон Манштейн писал: "войска правого фланга румынского горного корпуса продвигались с боями через лесистую местность в районе высот юго-восточнее Гайтаны. Румынский генерал Ласкар, который позже погиб в сражении под Сталинградом, был здесь душой наступления"
24 сентября 1941 года награждён орденом Михая Храброго 3-й степени и германским Железным крестом 2-го класса
10 февраля 1942 года освобождён от командования, однако уже 11 марта 1942 года назначен командиром 6-й пехотной дивизии в составе 3-й румынской армии. Генерал-майор. Войска под его командованием вошли в состав группировки генерала Ф. Паулюса под Сталинградом.
7 января 1942 года — награждён Железным крестом 1-го класса; 18 января 1942 года — Рыцарским крестом.
В ходе Сталинградской битвы румынские войска, в том числе и дивизия Ласкара, понесли большие потери. Начало советского контрнаступления (операция «Уран») стало для румын катастрофой: с 19 по 22 ноября 1942 года сходящимися ударами советских войск в районе станицы Распопинская были окружены 5-я и 6-я пехотные дивизии, общее командование над ими принял М. Ласкар. Отдавая себе отчет в развале фронта и в бессмысленности сопротивления при отсутствии снабжения генерал Ласкар принял предложение советского командования о капитуляции. С таким предложением в его штаб был направлен советский офицер старший лейтенант Иван Балашёв из 96-й стрелковой дивизии, который добился встречи с Ласкаром и передал ему письмо советского командования, а затем вернулся к своим с ответом. Вечером 23 ноября 1942 года дивизионный генерал Ласкар на хуторе Верхнечеренский отдал приказ о капитуляции возглавляемой им группировки в 8 058 солдат и офицеров (с Ласкаром сдался также командир 5-й пехотной дивизии генерал Н. Мазарини) По примеру Ласкара через несколько часов у Распопинской капитулировала вторая окруженная румынская группировка во главе с бригадным генералом Стэнеску (более 21 000 солдат и офицеров). Так за сутки в советском плену оказались почти 29 000 румынских солдат. Это была самая крупная группировка, пленённая советскими войсками с начала войны. По иронии судьбы, в этот же день Гитлер подписал приказ о присвоении Ласкару дубовых ветвей к Рыцарскому кресту. Опоздал и присвоенный ему 31 декабря 1942 года орден Михая Храброго 2-го класса.
Во время пребывания в плену, находился в лагерях близ Суздаля, Иваново, а также в лагере для высшего комсостава № 48. 12 апреля 1945 года при формировании в советском плену румынских антифашистских войск, был назначен командиром 2-й румынской добровольческой дивизии им. Хориа, Клошки и Кришана. Предполагалось, что комиссаром дивизии станет Вальтер Роман. Но принять участие в войне дивизия не успела.

## После войны
- 12.09.1945 — 30.11.1946 — командующий 4-й румынской армией. Во время всеобщих выборов 1946 года — глава армейского избиркома.
- 29.11.1946 — 5.11.1947 — Министр вооружённых сил Румынии, затем его сменил Эмиль Боднэраш. 7 июня 1947 подписал распоряжение об образовании Спортивной Ассоциации Армии Бухарест (ныне ФК «Стяуа» Бухарест).
- 1947—1950 — заместитель Министра обороны Румынии
- с декабря 1947 — генерал-инспектор вооружённых сил Румынии.
- 12.01.1950 вышел в отставку.